# Bradykinin
Bradykinin là một trong các kinin huyết tương, có vai trò quan trọng trong phản ứng viêm (gây giãn mạch, tăng tính thấm mao mạch, và gây đau); cùng với histamine, leucotrien, prostaglandin, các kinin cũng là chất trung gian hóa học của quá trình viêm. 

## Cấu trúc
Bradykinin là một chuỗi peptide gồm 9 amino acid, đó là: Arg - Pro - Pro - Gly - Phe - Ser - Pro - Phe – Arg. Công thức hóa học là: C50H73N15O11

## Sinh tổng hợp
Trong cơ thể kalikreinogen (của huyết tương, tụy tạng) được hoạt hóa thành kalikrein là một enzym, nó sẽ chuyển kininogen thành các kinin (bradykinin, kalidin). Kalikreinogen có thể được hoạt hóa bởi yếu tố Hageman (yếu tố XII), phản ứng kháng nguyên - kháng thể, viêm, chấn thương, trypsin, plasmin, nọc rắn, môi trường acid và nhiệt độ. Những tác nhân đó cũng hoạt hóa và làm giải phóng kalikrein từ tổ chức (Hình 1)

Hình 1: Sơ đồ sinh tổng hợp Bradykinin

## Sự chuyển hóa
Trong cơ thể, bradykinin bị phân huỷ bởi ba loại men kininase là enzym biến đổi angiotensin, aminopeptidase P, and carboxypeptidase N, các men này lần lượt phân tác các vị trí 7-8, 1-2, và 8-9.

## Vai trò sinh lý

### Tác dụng
Bradykinin là một chất gây giãn mạch lệ thuộc vào hoạt tính màng, gây co cơ trơn ngoài mạch, làm tăng tính thấm thành mạch và còn liên quan trong cơ chế đau. Mặt khác, nó còn có tác dụng giống histamin, và cũng như histamin, được giải phóng từ các tiểu tĩnh mạch hơn là từ các tiểu động mạch.
Bradykinin làm tăng nồng độ calci trong các tế bào neocortical astrocyte, làm các tế bào này giải phóng ra glutamate.
Bradykinin còn được cho là gây ra triệu chứng ho khan ở những bệnh nhân sử dụng thuốc ức chế men chuyển angiotensin. Sự hoạt hoá của bradykinin còn được cho là có vai trò trong một bệnh hiếm gặp là chứng phù thần kinh di truyền.

### Thụ cảm thể
- Thụ cảm thể B1 chỉ biểu hiện khi mô bị tổn thương, và được cho là có vai trò trong đau mạn tính và viêm. Gần đây, người ta đã chứng minh rằng, thụ thể kinin B1 tập hợp neurophil thông qua số lượng chemokine CXCL5. Hơn nữa các tế bào nội mạc được mô tả là nguồn gốc tiềm tàng cho con đường CXCL5 - thụ thể B1 này.
- Thụ thể B2 chủ yếu hoạt động và tham gia vào vai trò giãn mạch của bradykinin.

Các thụ thể B1 và B2 thuộc về họ thụ thể cặp đôi protein G.

## Lịch sử
Bradykinin được 3 nhà sinh lý học và dược lý học tìm ra năm 1948 tại Viện sinh học ở São Paulo, Brazil. Đó là: Maurício Rocha e Silva (trưởng nhóm), Wilson Teixeira Beraldo và Gastão Rosenfeld. Họ đã tìm ra tác dụng giảm huyết áp mạnh của bradykinin ở động vật thí nghiệm. Bradykinin được tìm thấy ở huyết tương động vật sau khi tiêm chất độc chiết xuất từ nọc rắn Bothrops jararaca (một loài rắn chích lưỡi ở Brazil), được Rosenfeld mang đến từ Viện Butantan. Khám phá này là một phần trong một nghiên cứu đang tiến hành trên sốc tuần hoàn và các enzym proteolytic, được Rocha e Silva tiến hành từ năm 1939. Bradykinin được chứng minh là một chất cấu tạo đặc trưng cho tính dược lý tự động, nghĩa là chất được giải phóng trong cơ thể bởi quá trình chuyển hóa biến đổi từ các tiền chất mà có hoạt tính dược lý. Sự khám phá ra bradykinin đã đem đến những hiểu biết mới về các hiện tượng dược lý và bệnh lý bao gồm sốc tuần hoàn gây ra bởi nọc rắn và các chất độc.

## Ứng dụng
Tầm quan trọng mang tính thực tiễn của việc khám phá ra bradykinin trở nên rõ ràng khi Sérgio Henrique Ferreira, một cộng tác viên ở Trường y tế Ribeirão Preto thuộc Đại học São Paulo, tìm ra "yếu tố tiềm năng bradykinin" trong nọc rắn bothropic. Yếu tố này làm tăng mạnh tác dụng giãn mạch cả về thời gian và cường độ, và gây tụt huyết áp nhanh. Trên cơ sở khám phá này, các nhà khoa học Squibb đã phát triển một thế hệ mới đầu tiên của các thuốc chống tăng huyết áp hiệu lực cao, được gọi là các thuốc ức chế men chuyển angiotensin, đó là captopril.

## Gợi ý liệu pháp điều trị
Gần đây, các chất ức chế bradykinin, còn được biết đến là các chất đối kháng, đang được phát triển như một liệu pháp tiềm năng cho điều trị chứng phù thần kinh di truyền. Icatibant là một trong số đó. Các nghiên cứu trên động vật về chất bromelain chiết xuất từ thân và lá của cây dứa, đã ngăn chặn vết chấn thương sưng tấy do sự giải phóng của bradykinin vào máu và mô. Các chất ức chế bradykinin khác như aloe và polyphenol được tìm thấy trong rượu vang đỏ và chè xanh.